# Mens nostra
Mens nostra, en español, Nuestra mente, es la 13.ª encíclica del papa Pío XI, datada el 20 de diciembre de 1929, con ocasión del 50.º aniversario de su ordenación sacerdotal; en ella anima todos los fieles, incluidos los laicos, a practicar regularmente los ejercicios espirituales.

## Contenido
El papa enmarca el contenido de la encíclica en el 50 aniversario de su ordenación sacerdotal, así lo indica en su inicio:

Mens Nostra quae fuerit quive animus, cum, ineunte anno, extraordinarium Iubilaeum universo orbi catholico denuntiavimus ad anniversarium celebrandum diem quo ante quinquaginta annos, sacerdotali consecratione accepta, rei divinae ad altare operati primum sumus, id profecto, Venerabiles Fratres, neminem vestrum fugit.
A ninguno de vosotros, venerables hermanos, se le oculta cuál fue nuestra intención o nuestro ánimo cuando, al comenzar este año, anunciamos al orbe católico un jubileo extraordinario para celebrar el quincuagésimo aniversario de aquel día en que, recibida la ordenación sacerdotal, ofrecimos por vez primera el santo sacrificio del altar.
Incipit de Mens nostra

Era el deseo del papa que ese jubileo fuese una oportunidad para todos los files de "fortalecerse en la fe, crecer en la piedad y perfección cristiana y ajustar fielmente a las normas del Evangelio las costumbres públicas y privada"; con este fin el papa anima a todos a la práctica de los ejercicios espirituales.
Dirigiéndose a los sacerdotes, religiosos, religiosas y laicos Pío XI subraya la importancia que tiene retirarse regularmente de los asuntos del mundo para practicar durante tres o más días «ejercicios espirituales», es decir examinar diligentemente, en la oración a la luz del Evangelio, sus pensamientos y sus modo de actuar en el mundo . Muestra, citando para ello a los grandes maestros espirituales y padres de la Iglesia (San Basilio, San Jerónimo, San Pedro Crisólgo) que este «retiro» del mundo, practicado de un modo u otro, forma parte de la tradición de la Iglesia. Es más, el mismo Jesucristo dio el ejemplo de esto con los 49 días que pasó en el desierto, y las numerosas veces que se «retiró para rezar». Del mismo modo los apóstoles practicaron un tipo de «retiro » cuando esperaban el Espíritu Santo, en Jerusalén, después de la ascensión de Nuestro Señor.
En cuando a los tiempos modernos, Pío XI recuerda que la primera casa para los retiros del clero, llamada «Asceterium », fue fundada por San Carlos Borromée, arzobispo de Milán. Pero sobre todo, a continuación pasa a recomendar vivamente el método de san Ignacio de Loyola tal como puede ser seguida en su manual de los Ejercicios espirituales, un texto y un método estado aprobado por varios de sus predecesores. Destaca el papa cómo los  Ejercicios de san Ignacio dirigidos a obreros se están organizadas con fruto en algunos países.
San Ignacio de Loyola, a quien Pío XI llama «maestro de los ejercicios espirituales», es desde el 25 de julio de 1922 (por la constitución apostólica Summorum Pontificum), el patrón de los institutos, sociedades y organizaciones y, de manera general, de todos los que ayudan a los que practican los ejercicios espirituales.
El propio papa ha decidido organizar anualmente en el Vaticano unos ejercicios espirituales, abiertos a los que residen allí. Igualmente anima la celebración de retiros mensuales o trimestrales..